# Channaveeranahalli, Dod Ballapur
Channaveeranahalli là một làng thuộc tehsil Dod Ballapur, huyện Bangalore Rural, bang Karnataka, Ấn Độ.